# Chlosyne lacinia
Chlosyne lacinia (denominada popularmente, em inglês, Bordered Patch e, em português, Borboleta-do-girassol) é uma borboleta neotropical da família Nymphalidae e subfamília Nymphalinae, encontrada dos Estados Unidos (no Texas, Novo México, Arizona, Califórnia e Nevada; sendo migrante casual no Colorado, Nebraska, Kansas e raramente avistada no oeste do Missouri) até o Peru, Bolívia e Argentina. Foi classificada por Geyer, com a denominação de Araschnia lacinia, em 1837, sendo o membro mais bem distribuído e abundante de seu gênero. Suas lagartas se alimentam de plantas da família Asteraceae.

## Descrição
Indivíduos desta espécie possuem as asas de contornos serrilhados e uma grande variação em sua coloração, de acordo com a sua subespécie, atingindo de 3.5 a pouco mais de 5 centímetros de envergadura e apresentando tons de coloração em preto, amarelo, laranja, marrom e branco, vistos por cima, com pouca variação entre macho e fêmea. Vistos por baixo, apresentam padronagem similar.

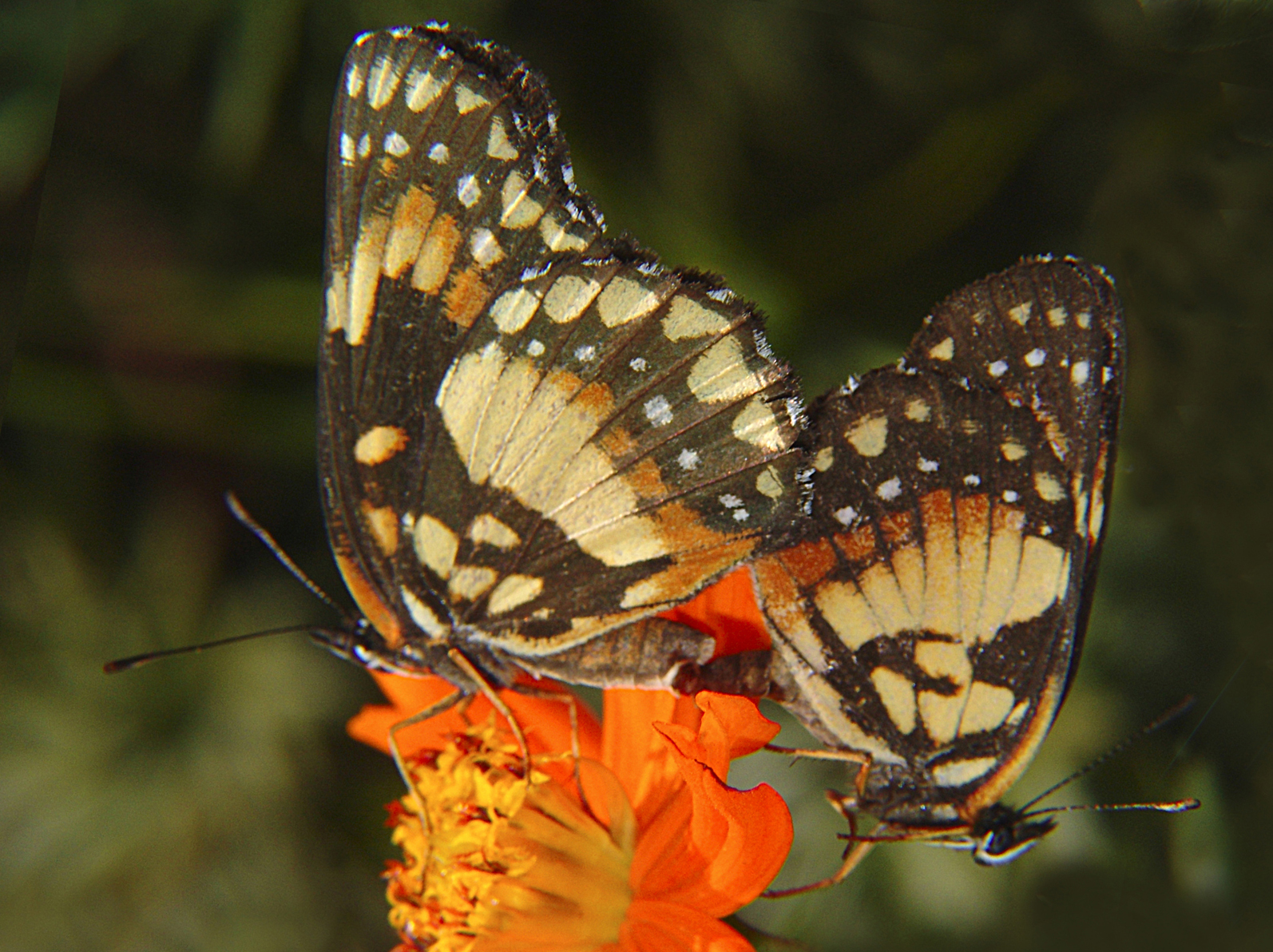
Exemplares macho e fêmea de C. lacinia se acasalando.

## Hábitos e planta-alimento
Segundo Adrian Hoskins, esta espécie pode ser encontrada em ambientes antrópicos ao longo das margens das estradas e florestas, em pastos, clareiras e outros habitats abertos e ensolarados; em altitudes que vão do nível do mar até 1.400 metros. Machos são vistos sobre flores e em grupos, absorvendo a umidade mineralizada do solo. Os ovos são colocados em grandes grupos na parte inferior das folhas da planta hospedeira e são amarelo-brilhantes. Suas lagartas, ao eclodirem, são gregárias, tornando-se solitárias com o crescimento; ocorrendo em vários tipos de coloração que vão do preto ao laranja, sendo cobertas com espinhos curtos e se alimentando de plantas das espécies Helianthus annuus (Girassol, gênero Helianthus), Ambrosia trifida (gênero Ambrosia) e Verbesina encelioides (gênero Verbesina), dentre outras. A crisálida é de coloração amarelo-clara.

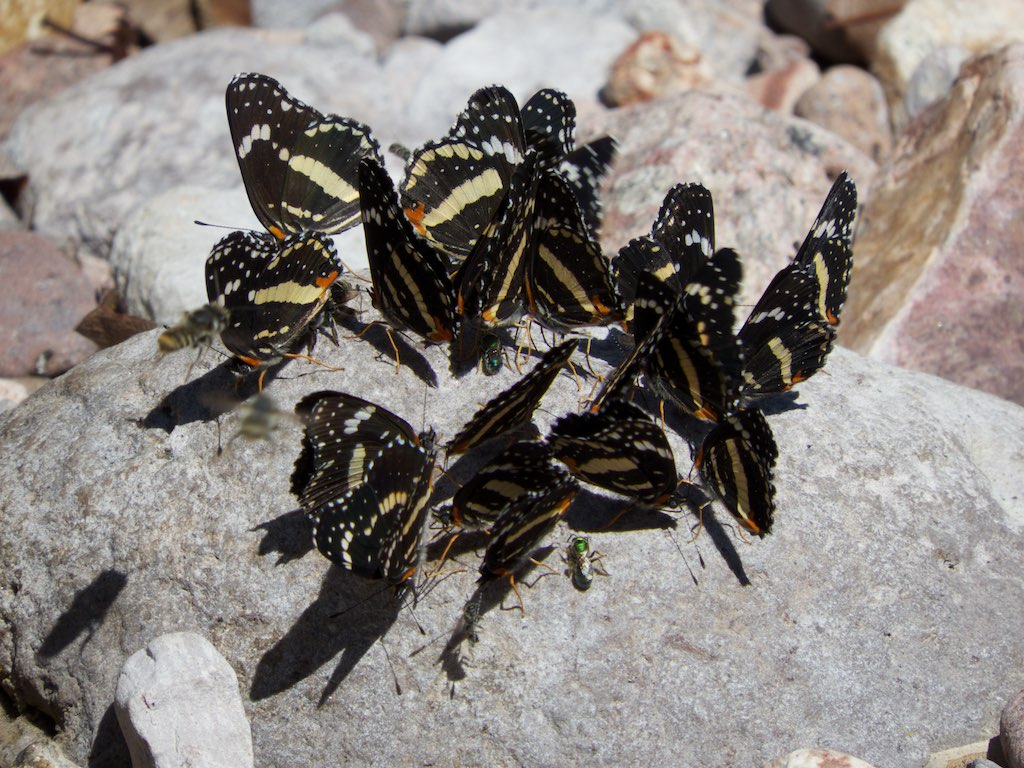
Grupo de borboletas da espécie C. lacinia, subespécie crocale, absorvendo umidade do solo (Arizona, EUA).

## Subespécies
C. lacinia possui quatro subespécies:
- Chlosyne lacinia lacinia - Descrita por Geyer em 1837, de exemplar proveniente do México; também ocorrendo na Guatemala, Panamá e Costa Rica.[1][11][12][13]
- Chlosyne lacinia saundersi - Descrita por Doubleday em 1847, de exemplar proveniente da Venezuela; também ocorrendo na Colômbia, Equador, Bolívia,[1] Brasil (de Roraima ao Rio Grande do Sul, sendo inicialmente descrita em 1945 na região de Piracicaba, São Paulo)[14] e Argentina.[1][15][16]
- Chlosyne lacinia crocale - Descrita por Edwards em 1874, de exemplar proveniente dos Estados Unidos (Arizona); também ocorrendo no México.[1][17][18]
- Chlosyne lacinia adjutrix - Descrita por Scudder em 1875, de exemplar proveniente dos Estados Unidos (Texas; também ocorrendo no Novo México e Arizona).[1][7][8]